# Парамонова Марія Яківна
Парамонова Марія Яківна (11 січня 1926, Панфілово, Вяземський район, Смоленська область, Росія — 8 жовтня 2017, Харків, Україна) — передовик виробництва, Герой Соціалістичної Праці.

## Життєпис
Народилася в 1926 р. у селі Панфілово В'яземського району Смоленської області. З 1942 р. працювала на Кіровському заводі ім. Куйбишева. В лютому 1944 р. переїхала до Харкова і стала працювати на заводі № 183 Народного комісаріату танкової промисловості.
Працювала на Харківському заводі транспортного машинобудування ім. Малишева. Понад тридцять років була майстром цеху, а останні роки праці — контролером цеху. В 1960 році отримала звання Героя Соцалістичної праці. В 1990 році вийшла на пенсію.
Померла у Харкові 8 жовтня 2017 року.

## Нагороди
- Медаль «За трудову доблесть» (1946)
- Орден Трудового Червоного Прапора (1948)
- Герой Соціалістичної Праці (1960)